# Gyál
Gyál [ďál] je město v Maďarsku v župě Pest. Město je součástí aglomerace Budapešti (sousedí s její městskou částí Erdőskert) a správním městem stejnojmenného okresu. V roce 2018 zde žilo 23 628 obyvatel, z nichž jsou 84,4 % Maďaři.

## Historie
Obec byla osídlena již v závěru 13. století. Místní kostel zaznamenal první písemnou zmínku roku 1324. Podle historických map (např. druhého vojenského mapování) ležela vesnice na jihovýchodním okraji současného Gyálu, zhruba v místě dnešní ulice Bánki Donát utca. 
Od roku 1889 vede do Gyálu železnice. Na přelomu 19. a 20. století místní šlechtic nechal rozparcelovat rozsáhlé polnosti a umožnil jejich využití pro obytnou výstavbu. Díky blízkosti tehdejší uherské metropole a přílivu dělníků do města tak v Gyálu odstartoval proces rychlého růstu počtu obyvatel. Rychlému růstu se nestačila přizpůsobovat infrastruktura. Do druhé světové války byla celá oblast již zastavěna. V souvislosti s industrializací po druhé světové válce do obce navíc přicházeli další obyvatelé. Roku 1983 zde byl postaven první kostel (kostel svatého Štěpána krále). V roce 1997 získal Gyál status města. Obec postupně stavebně splynula ze severní strany s dalšími suburbanizovanými sídly okolo Budapešti. Významné investice se od počátku devadesátých let 20. století objevovaly i na úrovni národního hospodářství. Vzhledem k blízkosti dálnic se ve městě zabydlely větší továrny a logistická centra. V současnosti působí v průmyslu stovky podnikatelů a firem, které nabízejí širokou škálu služeb v oblasti obchodu. V okolí města měl vzniknout rovněž i sklad chemikálií.

## Životní prostředí a zeleň
V blízkosti města se nachází jezera, která vznikla z bývalých pískoven. V samotném Gyálu je velmi málo zeleně, město ale obklopují z různých stran menší lesy. Hlavní park je Park tisíciletí, který stojí blízko železničního nádraží. Další dva byly otevřeny v roce 2023.

## Doprava
Gyál je dobře přístupný po dálnici M5 a M0 (tj. budapešťském městském okruhu) a dálnici M5. Městem také prochází železniční trať do Kécskemétu, zde je využívána spíše pro příměstskou dopravu. Trať prochází samotným středem zástavby. Na trati stojí dvě stanice: Gyál felső a Gyál.
Jižně od města stojí motokrosová dráha.

## Okolní sídla
Gyál sousedí s městy Dunaharaszti, Ócsa, Vecsés a Üllő.